# Nyamibindi
Nyamibindi är ett vattendrag i Burundi.   Det ligger i provinsen Makamba, i den södra delen av landet, 90 km söder om huvudstaden Bujumbura.
Omgivningarna runt Nyamibindi är en mosaik av jordbruksmark och naturlig växtlighet. Runt Nyamibindi är det tätbefolkat, med 319 invånare per kvadratkilometer.